# Cerkiew Świętego Jana Teologa w Kaneo
Cerkiew Świętego Jana Teologa  (mac. Црква „Св. Јован Канео“) – cerkiew nad brzegiem Jeziora Ochrydzkiego, na terenie miasta Ochryda, w dzielnicy Kaneo.
Powstała w XIV w., lub, według innych źródeł, do 1447. Budynek został zaniedbany w okresie przynależności Macedonii do Imperium Osmańskiego; dopiero w końcu XIX w. dokonano renowacji znajdujących się w nim fresków i wykonano nowy drewniany ikonostas. Na początku XX w. w cerkwi wykonano nowe podobizny kilku świętych oraz Matki Bożej. W kopule znalazło się malowidło Chrystusa Pantokratora w otoczeniu ośmiu aniołów i proroków.

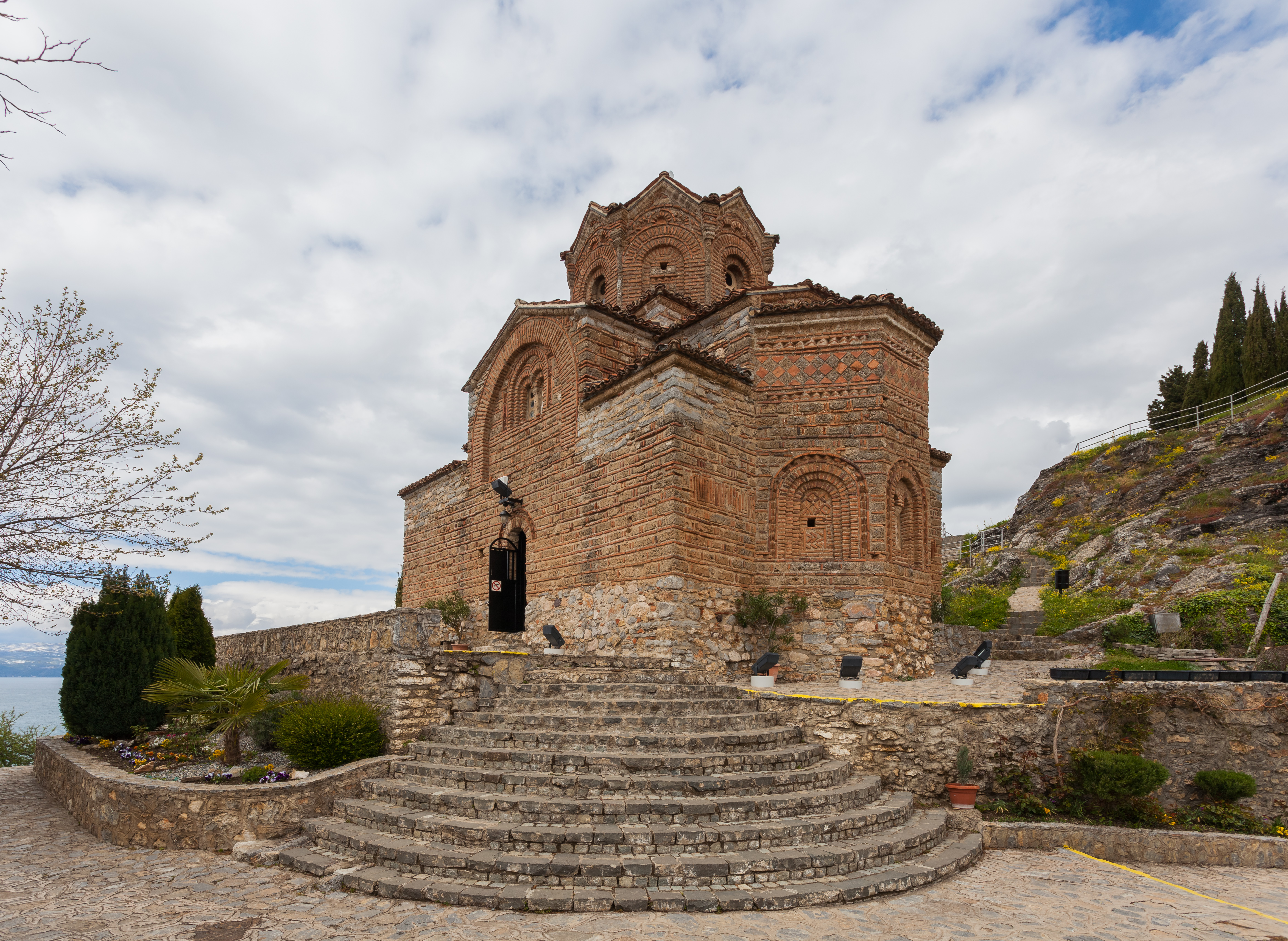

W górnej części prezbiterium cerkwi znajduje się wyobrażenie Komunii Apostołów, z postaciami aniołów w szatach królewskich. Zachowały się również freski z postaciami Klemensa i Erazma z Ochrydy, arcybiskupa Ochrydzkiego Konstantyna Kabasilasa oraz patrona świątyni – Jana Teologa.
Cerkiew jest wzniesiona na planie wieloboku. Posiada jedną kopułę usytuowaną na ośmiobocznym bębnie, zaś od wschodu - absydę. Architektura budynku łączy elementy stylów bizantyjskiego i ormiańskiego.